# Maria (papuanski jezik)
Maria jezik (ISO 639-3: mds; manubara), transnovogvinejski jezik manubarske podskupine kojoj je dao svoje ime i koju čini zajedno s jezikom doromu-koki [kqc].
Govori ga oko 1 350 ljudi (2000 census) u kraju od Marshall Lagoone do Mt. Browna u provinciji Central na Papui Novoj Gvineji. Po ranijim podacima broj govornika iznosio je znatno manje, 870 (1980 popis). Ima više dijalekata: didigaru, maria, gebi, oibu, amota, imila i uderi.
Ime jeziku dolazi po lokalnom nazivu manubara za planinu Mt,. Brown

## Vanjske poveznice
- Ethnologue (14th)
- Ethnologue (15th)